# La course by Le Tour de France 2016
La 3e édition de La course by Le Tour de France a lieu le 24 juillet 2016. C'est la douzième épreuve de l'UCI World Tour féminin 2016. Elle est organisée par Amaury Sport Organisation tout comme le Tour de France.
La course qui se déroule en lever de rideau de la 21e étape du Tour de France 2016, est tracée sur 13 tours de circuit sur les Champs-Élysées à Paris, soit une distance totale de 89,0 km.

## Équipes
Vingt équipes UCI et une sélection nationale prennent le départ.
| Équipes UCI             | Équipes UCI | Équipes UCI |
| Nom de l'équipe         | Pays        | Code        |
| ----------------------- | ----------- | ----------- |
| Alé Cipollini           | Italie      | ALE         |
| Astana Women's          | Kazakhstan  | ASA         |
| Bepink                  | Italie      | BPK         |
| Boels Dolmans           | Pays-Bas    | DLT         |
| BTC City Ljubljana      | Slovénie    | BTC         |
| Canyon-SRAM Racing      | Allemagne   | LPR         |
| Cervélo Bigla           | Suisse      | CBT         |
| Cylance                 | États-Unis  | CPC         |
| Hitec Products          | Norvège     | HPU         |
| Lensworld-Zannata-Etixx | Belgique    | LZE         |

| Équipes UCI                     | Équipes UCI | Équipes UCI |
| Nom de l'équipe                 | Pays        | Code        |
| ------------------------------- | ----------- | ----------- |
| Liv-Plantur                     | Pays-Bas    | TLP         |
| Lotto Soudal                    | Belgique    | LBL         |
| Orica-AIS                       | Australie   | OGE         |
| Parkhotel Valkenburg            | Pays-Bas    | PHV         |
| Poitou Charentes Futuroscope 86 | France      | FUT         |
| Rabo Liv Women                  | Pays-Bas    | RBW         |
| Tibco-SVB                       | États-Unis  | TIB         |
| Topsport Vlaanderen-Etixx       | Belgique    | VLL         |
| UnitedHealthcare Women's        | États-Unis  | UHC         |
| Wiggle High5                    | Royaume-Uni | WHT         |

| Sélection nationale           | Sélection nationale | Sélection nationale |
| Nom de l'équipe               | Pays                | Code                |
| ----------------------------- | ------------------- | ------------------- |
| Sélection nationale française | France              |                     |

## Récit de la course

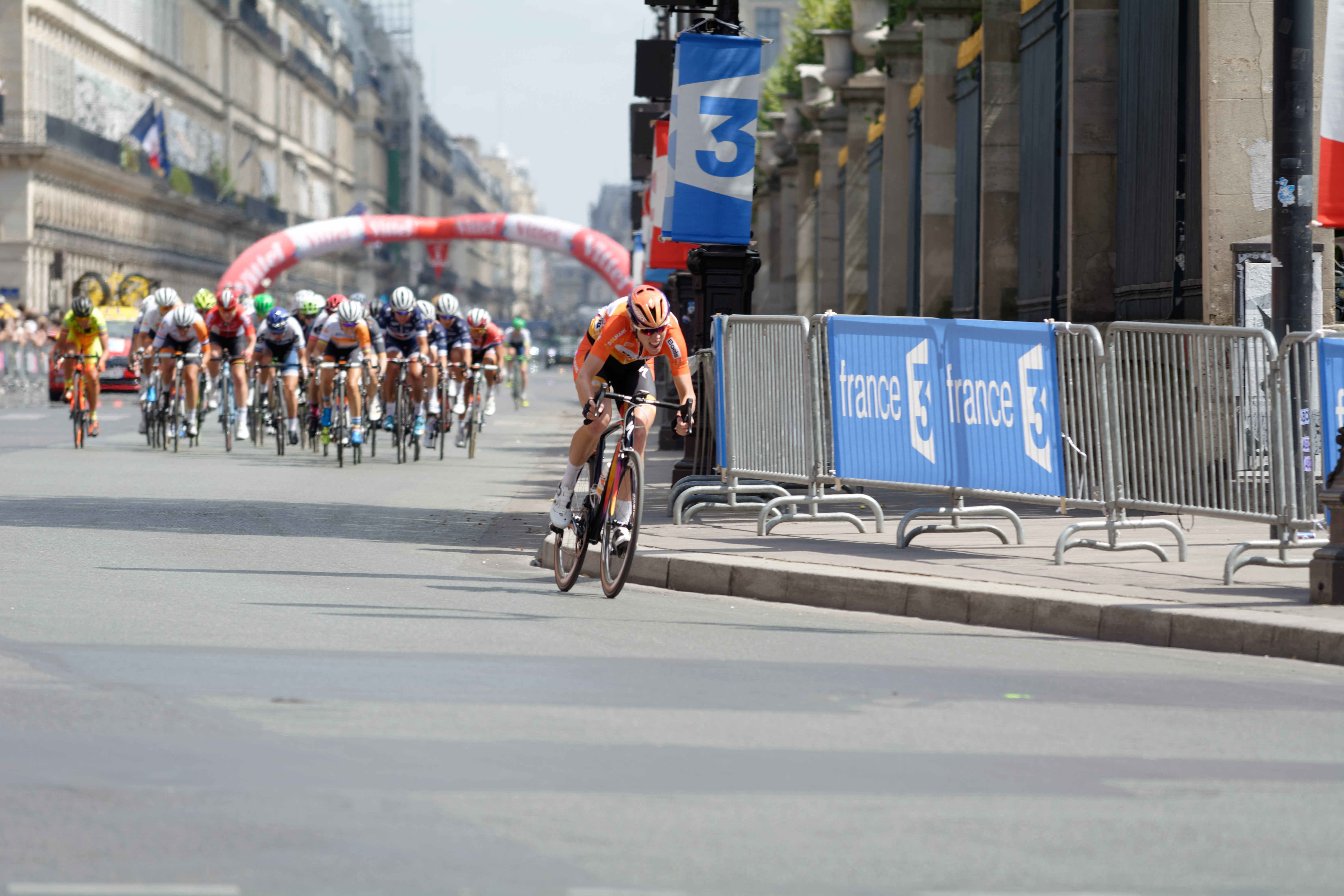
Ellen van Dijk tente sa chance dans les derniers hectomètres de la course

La première échappée est formée de Lucinda Brand, Chantal Blaak, Hannah Barnes et Olga Zabelinskaya. Ce groupe est rattrapé à quarante-huit kilomètres de l'arrivée. À trente kilomètres de la ligne, Kathrin Hammes  fait à son tour une tentative, mais est également reprise. Un nouveau groupe constitué de Lucinda Brand, Amy Pieters et Lauren Stephens part à quelques tours de l'arrivée. L'écart atteint onze secondes. Une chute à la fin de l'avant-dernier tour dans le peloton vient désorganiser la poursuite. Les trois échappées passent la ligne d'arrivée avec dix secondes d'avance. Les trois coureuses de tête sont reprises par le peloton à trois kilomètres sept cents mètres de l'arrivée. Une autre chute massive à l'avant du groupe vient ponctuer le final. Ellen van Dijk tente de faire le kilomètre mais le peloton la reprend peu avant la ligne. Chloe Hosking s'impose largement devant Lotta Lepistö, qui a lancé le sprint de loin, et Marianne Vos.

## Classement final
| \| Classement général \| Classement général \| Classement général \| Classement général \| Classement général \| \| Coureuse \| Coureuse \| Pays \| Équipe \| Temps \| \| ------------------ \| ------------------------- \| ------------------ \| ------------------------------- \| ------------------ \| \| 1re \| Chloe Hosking \| Australie \| Wiggle High5 \| 2 h 01 min 27 s \| \| 2e \| Lotta Lepistö \| Finlande \| Cervélo Bigla \| + 0 s \| \| 3e \| Marianne Vos \| Pays-Bas \| Rabo Liv Women \| + 0 s \| \| 4e \| Joëlle Numainville \| Canada \| Cervélo Bigla \| + 0 s \| \| 5e \| Roxane Fournier \| France \| Poitou-Charentes.Futuroscope.86 \| + 0 s \| \| 6e \| Pascale Jeuland-Tranchant \| France \| Poitou-Charentes.Futuroscope.86 \| + 0 s \| \| 7e \| Tiffany Cromwell \| Australie \| Canyon-SRAM Racing \| + 0 s \| \| 8e \| Joanne Kiesanowski \| Nouvelle-Zélande \| Tibco-Silicon Valley Bank \| + 0 s \| \| 9e \| Lotte Kopecky \| Belgique \| Lotto Soudal Ladies \| + 0 s \| \| 10e \| Maria Giulia Confalonieri \| Italie \| Lensworld-Zannata \| + 0 s \| |                           |                  |                                 |                 |
| |                           |                  |                                 |                 |
| |                           |                  |                                 |                 |
| Classement général |                           |                  |                                 |                 |
| Coureuse | Coureuse                  | Pays             | Équipe                          | Temps           |
| 1re | Chloe Hosking             | Australie        | Wiggle High5                    | 2 h 01 min 27 s |
| 2e | Lotta Lepistö             | Finlande         | Cervélo Bigla                   | + 0 s           |
| 3e | Marianne Vos              | Pays-Bas         | Rabo Liv Women                  | + 0 s           |
| 4e | Joëlle Numainville        | Canada           | Cervélo Bigla                   | + 0 s           |
| 5e | Roxane Fournier           | France           | Poitou-Charentes.Futuroscope.86 | + 0 s           |
| 6e | Pascale Jeuland-Tranchant | France           | Poitou-Charentes.Futuroscope.86 | + 0 s           |
| 7e | Tiffany Cromwell          | Australie        | Canyon-SRAM Racing              | + 0 s           |
| 8e | Joanne Kiesanowski        | Nouvelle-Zélande | Tibco-Silicon Valley Bank       | + 0 s           |
| 9e | Lotte Kopecky             | Belgique         | Lotto Soudal Ladies             | + 0 s           |
| 10e | Maria Giulia Confalonieri | Italie           | Lensworld-Zannata               | + 0 s           |

### UCI World Tour
| Position           | 1er | 2e  | 3e | 4e | 5e | 6e | 7e | 8e | 9e | 10e | 11e | 12e | 13e | 14e | 15e | 16e | 17e | 18e | 19e | 20e |
| Classement général | 120 | 100 | 85 | 70 | 60 | 50 | 40 | 35 | 30 | 25  | 20  | 18  | 16  | 14  | 12  | 10  | 8   | 6   | 4   | 2   |

## Liste des participantes
| Légende | Légende                                                                      | Légende | Légende                                                    |
| ------- | ---------------------------------------------------------------------------- | ------- | ---------------------------------------------------------- |
| Num     | Dossard de départ porté par le coureur sur cette Course by Le Tour de France | Pos     | Position à l'arrivée de la course                          |
|         | Indique un maillot de champion national ou mondial, suivi de sa spécialité   | NP      | Indique un coureur qui n'a pas pris le départ de la course |
| AB      | Indique un coureur qui n'a pas terminé la course                             | HD      | Indique un coureur qui a terminé la course hors des délais |

| Rabo Liv Women RBW                  | Rabo Liv Women RBW                  | Rabo Liv Women RBW |
| ----------------------------------- | ----------------------------------- | ------------------ |
| Num                                 | Coureur                             | Pos                |
| 1                                   | Marianne Vos (NED)                  | 3e                 |
| 2                                   | Lucinda Brand (NED)                 | 44e                |
| 3                                   | Pauline Ferrand-Prévot (FRA)        | 35e                |
| 4                                   | Anouska Koster* (NED) (route)       | 28e                |
| 5                                   | Katarzyna Niewiadoma* (POL) (route) |                    |
| 6                                   | Moniek Tenniglo (NED)               | 33e                |
| Directeur sportif : Koos Moerenhout |                                     |                    |

| Liv-Plantur TLP                     | Liv-Plantur TLP         | Liv-Plantur TLP |
| ----------------------------------- | ----------------------- | --------------- |
| Num                                 | Coureur                 | Pos             |
| 11                                  | Leah Kirchmann (CAN)    | 12e             |
| 12                                  | Floortje Mackaij* (NED) | 68e             |
| 13                                  | Riejanne Markus* (NED)  | 71e             |
| 14                                  | Sara Mustonen (SWE)     | 40e             |
| 15                                  | Julia Soek (NED )       | 26e             |
| 16                                  | Kyara Stijns* (NED )    | 83e             |
| Directeur sportif : Hans Timmermans |                         |                 |

| Boels Dolmans DLT                            | Boels Dolmans DLT               | Boels Dolmans DLT |
| -------------------------------------------- | ------------------------------- | ----------------- |
| Num                                          | Coureur                         | Pos               |
| 21                                           | Chantal Blaak (NED)             | 23e               |
| 22                                           | Demi de Jong* (NED)             | 38e               |
| 23                                           | Romy Kasper (GER)               | 84e               |
| 24                                           | Christine Majerus (LUX) (route) | 67e               |
| 25                                           | Katarzyna Pawłowska (POL)       | 85e               |
| 26                                           | Ellen van Dijk (NED)            | 27e               |
| Directeur sportif : Danny Stam, Steven Brams |                                 |                   |

| Canyon-SRAM Racing LPR          | Canyon-SRAM Racing LPR       | Canyon-SRAM Racing LPR |
| ------------------------------- | ---------------------------- | ---------------------- |
| Num                             | Coureur                      | Pos                    |
| 31                              | Alena Amialiusik (BLR)       | 37e                    |
| 32                              | Hannah Barnes* (GBR) (route) | 73e                    |
| 33                              | Tiffany Cromwell (AUS)       | 7e                     |
| 34                              | Barbara Guarischi (ITA )     | AB                     |
| 35                              | Alexis Ryan * (USA)          | 39e                    |
| Directeur sportif : Ronny Lauke |                              |                        |

| Lotto Soudal LBL                                       | Lotto Soudal LBL          | Lotto Soudal LBL |
| ------------------------------------------------------ | ------------------------- | ---------------- |
| Num                                                    | Coureur                   | Pos              |
| 41                                                     | Claudia Lichtenberg (GER) | 41e              |
| 42                                                     | Lieselot Decroix (BEL)    | 42e              |
| 43                                                     | Élise Delzenne (FRA)      | 32e              |
| 44                                                     | Chantal Hoffmann (LUX)    | 62e              |
| 45                                                     | Willeke Knol (GER)        | 79e              |
| 46                                                     | Lotte Kopecky* (BEL)      | 9e               |
| Directeur sportif : Liesbet de Vocht, Dany Schoonbaert |                           |                  |

| Wiggle High5 WHT                                        | Wiggle High5 WHT    | Wiggle High5 WHT |
| ------------------------------------------------------- | ------------------- | ---------------- |
| Num                                                     | Coureur             | Pos              |
| 51                                                      | Amy Pieters (NED)   | 78e              |
| 52                                                      | Audrey Cordon (FRA) | 86e              |
| 53                                                      | Lucy Garner* (GBR)  | AB               |
| 54                                                      | Chloe Hosking (AUS) | 1re              |
| 55                                                      | Danielle King (GBR) | AB               |
| 56                                                      | Amy Roberts* (GBR)  | AB               |
| Directeur sportif : Nico Claessens, Donna Rae-Szalinski |                     |                  |

| Poitou Charentes Futuroscope 86 FUT | Poitou Charentes Futuroscope 86 FUT | Poitou Charentes Futuroscope 86 FUT |
| ----------------------------------- | ----------------------------------- | ----------------------------------- |
| Num                                 | Coureur                             | Pos                                 |
| 61                                  | Roxane Fournier (FRA)               | 5e                                  |
| 62                                  | Aude Biannic (FRA)                  | 31e                                 |
| 63                                  | Coralie Demay (FRA)                 | 36e                                 |
| 64                                  | Eugénie Duval* (FRA)                | 34e                                 |
| 65                                  | Séverine Eraud* (FRA)               | 53e                                 |
| 66                                  | Pascale Jeuland (FRA)               | 6e                                  |
| Directeur sportif : Nicolas Marche  |                                     |                                     |

| Alé Cipollini ALE                                         | Alé Cipollini ALE        | Alé Cipollini ALE |
| --------------------------------------------------------- | ------------------------ | ----------------- |
| Num                                                       | Coureur                  | Pos               |
| 71                                                        | Marta Bastianelli (ITA)  | 19e               |
| 72                                                        | Martina Alzini* (ITA)    | AB                |
| 73                                                        | Annalisa Cucinotta (ITA) | AB                |
| 74                                                        | Dalia Muccioli* (ITA)    | AB                |
| 75                                                        | Marta Tagliaferro (ITA)  | AB                |
| 76                                                        | Anna Trevisi (ITA)       | AB                |
| Directeur sportif : Fortunato Lacquanit, Fabiana Luperini |                          |                   |

| UnitedHealthcare Women's UHC                    | UnitedHealthcare Women's UHC | UnitedHealthcare Women's UHC |
| ----------------------------------------------- | ---------------------------- | ---------------------------- |
| Num                                             | Coureur                      | Pos                          |
| 81                                              | Coryn Rivera* (USA )         | 91e                          |
| 82                                              | Katie Hall (USA)             | AB                           |
| 83                                              | Cari Higgins (USA)           | AB                           |
| 84                                              | Diana Peñuela (COL )         | 13e                          |
| 85                                              | Iris Slappendel (NED)        | 61e                          |
| 86                                              | Lauren Tamayo (USA )         | AB                           |
| Directeur sportif : Rachel Heal, Hendrik Redant |                              |                              |

| Tibco-SVB TIB                     | Tibco-SVB TIB            | Tibco-SVB TIB |
| --------------------------------- | ------------------------ | ------------- |
| Num                               | Coureur                  | Pos           |
| 91                                | Brianna Walle (USA)      | AB            |
| 92                                | Lauren Hall (USA)        | 58e           |
| 93                                | Kathrin Hammes (USA)     | 69e           |
| 94                                | Joanne Kiesanowski (NZL) | 8e            |
| 95                                | Kendall Ryan (USA)       | AB            |
| 96                                | Lauren Stephens (USA)    | 80e           |
| Directeur sportif : Edward Beamon |                          |               |

| Parkhotel Valkenburg PHV                          | Parkhotel Valkenburg PHV | Parkhotel Valkenburg PHV |
| ------------------------------------------------- | ------------------------ | ------------------------ |
| Num                                               | Coureur                  | Pos                      |
| 101                                               | Jip van den Bos* (NED)   | 59e                      |
| 102                                               | Ilona Hoeksma (NED)      | 77e                      |
| 103                                               | Vera Koedooder (NED)     | 48e                      |
| 104                                               | Jermaine Post (GER)      | 88e                      |
| 105                                               | Esra Tromp (NED)         | 81e                      |
| 106                                               | Natalie van Gogh (NED)   | 18e                      |
| Directeur sportif : Levinus Huenders, Raymond Rol |                          |                          |

| Lensworld-Zannata-Etixx LZE                          | Lensworld-Zannata-Etixx LZE      | Lensworld-Zannata-Etixx LZE |
| ---------------------------------------------------- | -------------------------------- | --------------------------- |
| Num                                                  | Coureur                          | Pos                         |
| 111                                                  | Maria Giulia Confalonieri* (ITA) | 10e                         |
| 112                                                  | Alice Maria Arzuffi* (ITA)       | 50e                         |
| 113                                                  | Kim De Baat (BEL)                | 56e                         |
| 114                                                  | Kaat Hannes (BEL) (route)        | 57e                         |
| 115                                                  | Nina Kessler (NED)               | 52e                         |
| 116                                                  | Kaat Van der Meulen* (BEL)       | 24e                         |
| Directeur sportif : Rik Hofmans, Heidi Van De Vijver |                                  |                             |

| Cylance CPC                        | Cylance CPC                   | Cylance CPC |
| ---------------------------------- | ----------------------------- | ----------- |
| Num                                | Coureur                       | Pos         |
| 121                                | Sheyla Gutierrez Ruiz* (ESP)  | 22e         |
| 122                                | Rachele Barbieri * (ITA)      | 93e         |
| 123                                | Rossella Ratto* (ITA )        | AB          |
| 124                                | Valentina Scandolara (ITA)    | 75e         |
| 125                                | Doris Schweizer (SUI) (route) | 66e         |
| 126                                | Alison Tetrick (USA)          | AB          |
| Directeur sportif : Manel Lacambra |                               |             |

| BTC City Ljubljana BTC           | BTC City Ljubljana BTC    | BTC City Ljubljana BTC |
| -------------------------------- | ------------------------- | ---------------------- |
| Num                              | Coureur                   | Pos                    |
| 131                              | Eugenia Bujak (POL)       | 21e                    |
| 132                              | Jelena Eric* (SRB)        | 72e                    |
| 133                              | Corrina Lechner* (GER)    | 64e                    |
| 134                              | Ursa Pintar (SLO)         | 30e                    |
| 135                              | Mia Radotic (CRO) (route) | 14e                    |
| Directeur sportif : Gorazd Penko |                           |                        |

| Hitec Products HPU                             | Hitec Products HPU            | Hitec Products HPU |
| ---------------------------------------------- | ----------------------------- | ------------------ |
| Num                                            | Coureur                       | Pos                |
| 141                                            | Emilie Moberg ( NOR)          | 17e                |
| 142                                            | Simona Frapporti ( ITA)       | 29e                |
| 143                                            | Vita Heine (NOR) (route)      | 46e                |
| 144                                            | Cecilie Gotaas Johnsen ( NOR) | 89e                |
| 145                                            | Julie Leth ( DEN)             | 89e                |
| 146                                            | Tone Hatteland Lima ( NOR)    | AB                 |
| Directeur sportif : Karl Lima, Steven Sergeant |                               |                    |

| Bepink BPK                                     | Bepink BPK               | Bepink BPK |
| ---------------------------------------------- | ------------------------ | ---------- |
| Num                                            | Coureur                  | Pos        |
| 151                                            | Kseniya Tuhai* (BLR)     | 54e        |
| 152                                            | Simona Bortolotti* (ITA) | 49e        |
| 153                                            | Tereza Medvedova* (SVK)  | AB         |
| 154                                            | Giulia Nanni* (ITA)      | AB         |
| 155                                            | Ilaria Sanguineti* (ITA) | 82e        |
| 156                                            | Olga Zabelinskaïa (RUS)  | 11e        |
| Directeur sportif : Sigrid Corneo, Walter Zini |                          |            |

| Cervélo Bigla CBT                                    | Cervélo Bigla CBT              | Cervélo Bigla CBT |
| ---------------------------------------------------- | ------------------------------ | ----------------- |
| Num                                                  | Coureur                        | Pos               |
| 161                                                  | Lotta Lepistö (FIN) (route)    | 2e                |
| 162                                                  | Nicole Hanselmann (SUI)        | AB                |
| 163                                                  | Joëlle Numainville (CAN)       | 4e                |
| 164                                                  | Gabrielle Pilote-Fortin* (CAN) | 63e               |
| Directeur sportif : Thomas Campana, Jochen Dornbusch |                                |                   |

| Orica-AIS OGE                  | Orica-AIS OGE          | Orica-AIS OGE |
| ------------------------------ | ---------------------- | ------------- |
| Num                            | Coureur                | Pos           |
| 171                            | Sarah Roy (AUS)        | 15e           |
| 172                            | Jessica Allen* (AUS)   | 45e           |
| 173                            | Jenelle Crooks* (AUS)  | AB            |
| 174                            | Alexandra Manly* (AUS) | 65e           |
| 175                            | Loren Rowney (AUS)     | 43e           |
| 176                            | Tayler Wiles (USA)     | 92e           |
| Directeur sportif : Gene Bates |                        |               |

| Astana Women's ASA                | Astana Women's ASA      | Astana Women's ASA |
| --------------------------------- | ----------------------- | ------------------ |
| Num                               | Coureur                 | Pos                |
| 181                               | Arianna Fidanza* (ITA)  | 16e                |
| 182                               | Sofia Bertizzolo* (ITA) | AB                 |
| 183                               | Ingrid Drexel* (MEX)    | 25e                |
| 184                               | Sara Pillon* (ITA)      | AB                 |
| 185                               | Fanny Riberot (FRA)     | AB                 |
| Directeur sportif : Matteo Varago |                         |                    |

| Topsport Vlaanderen-Etixx VLL    | Topsport Vlaanderen-Etixx VLL | Topsport Vlaanderen-Etixx VLL |
| -------------------------------- | ----------------------------- | ----------------------------- |
| Num                              | Coureur                       | Pos                           |
| 191                              | Kelly Druyts (BEL)            | 70e                           |
| 192                              | Gilke Croket (BEL)            | 60e                           |
| 193                              | Valerie Demey* (BEL)          | 87e                           |
| 194                              | Demmy Druyts* (BEL)           | 55e                           |
| 195                              | Jessy Druyts* (BEL)           | 51e                           |
| 196                              | Kelly Van den Steen* (BEL)    | 20e                           |
| Directeur sportif : Davy Wijnant |                               |                               |

| Sélection nationale française                               | Sélection nationale française | Sélection nationale française |
| ----------------------------------------------------------- | ----------------------------- | ----------------------------- |
| Num                                                         | Coureur                       | Pos                           |
| 201                                                         | Marjolaine Bazin (FRA)        | AB                            |
| 202                                                         | Marion Borras * (FRA)         | AB                            |
| 203                                                         | Fiona Dutriaux (FRA)          | 47e                           |
| 204                                                         | Soline Lamboley * (FRA)       | AB                            |
| 205                                                         | Cécilia Le Bris * (FRA)       | AB                            |
| 206                                                         | Iris Sachet * (FRA)           | 74e                           |
| Directeur sportif : Jérémie Fromonteil, Sandrine Guirronnet |                               |                               |

Source,.